# Новинки (Волоколамський район)
Новинки  (рос. Новинки) - присілок, підпорядкований місту Волоколамську Московської області Російської Федерації.
Муніципальне утворення — Волоколамський міський округ. Орган місцевого самоврядування - сільське поселення Ярополецьке. Населення становить 25 осіб (2016).

## Історія
З 14 січня 1929 року входить до складу новоутвореної Московської області. Раніше належало до Волоколамського повіту Московської губернії.
Сучасне адміністративне підпорядкування сільському поселенню з 2006 року.

## Населення
| 1852 | 1859 | 1926 | 2002 | 2006 | 2010 | 2013 |
| ---- | ---- | ---- | ---- | ---- | ---- | ---- |
| 194  | ↘193 | ↗244 | ↘19  | ↘8   | ↗26  | →26  |
| 2014 | 2015 | 2016 |      |      |      |      |
| →26  | ↘25  | →25  |      |      |      |      |